# Antoni Lange
Antoni Lange (1863 – 1929) è stato un poeta e critico letterario polacco.

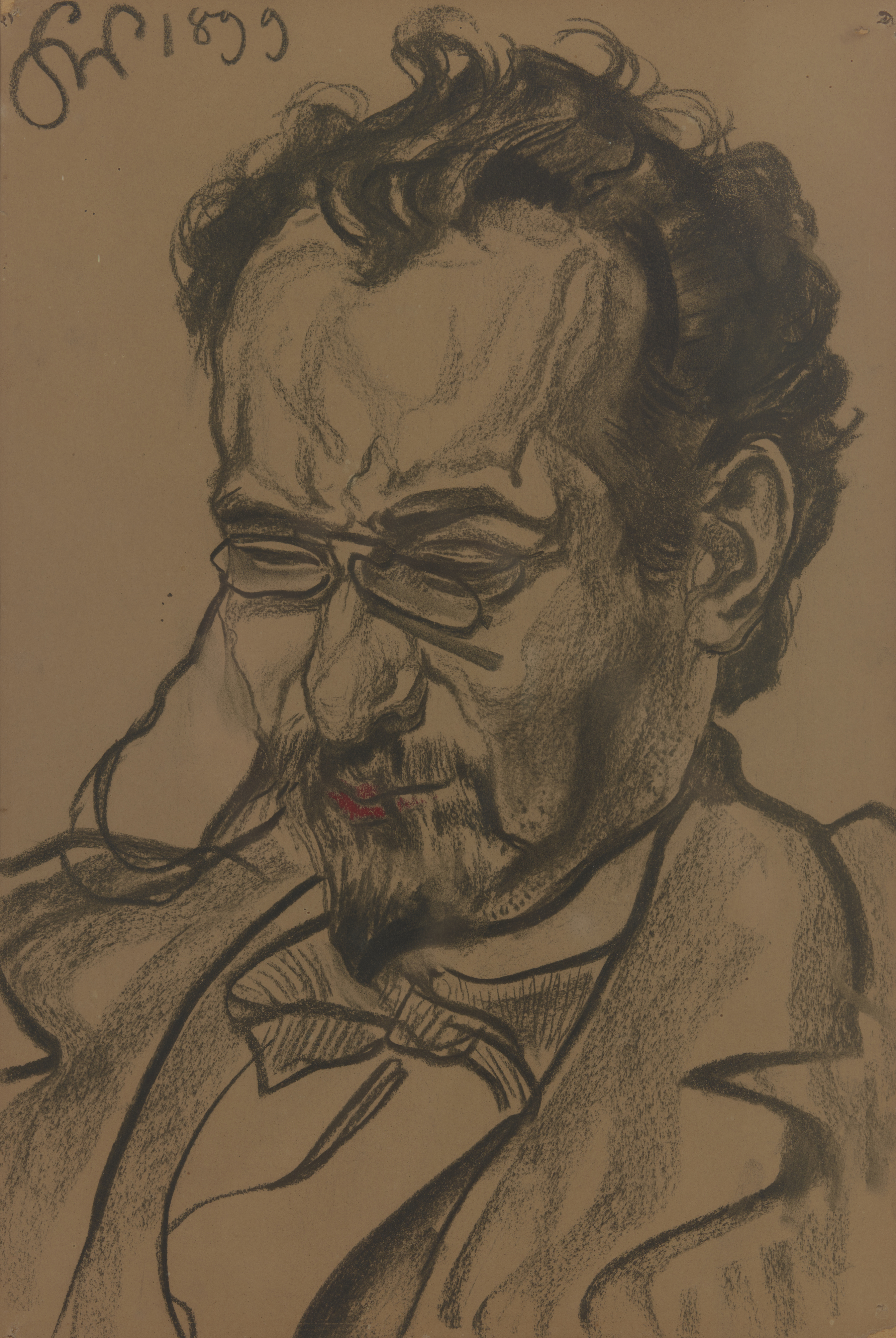
Antoni Lange

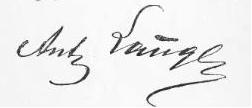
Firma di Lange

Lange fu un pioniere del decadentismo e del parnassianesimo.
Tradusse molte opere di Gustav Meyrink, Edgar Allan Poe, classici della letteratura francese (Charles Baudelaire, Arthur Rimbaud, Jean Moréas, Gustave Flaubert, Théodore de Banville, Charles Marie René Leconte de Lisle) e letteratura orientale (sanscrito, Epopea di Gilgamesh), oltre ad essere un esperto di romanticismo, spiritismo e buddismo.